# WXV 1 2024
Il WXV 1 2024 fu la divisione superiore del WXV 2024, 2ª edizione del torneo annuale di World Rugby per squadre nazionali femminili di rugby a 15.
Si tenne dal 29 settembre 2024 al 12 ottobre 2024  in Canada tra 6 squadre nazionali qualificate alla competizione tramite vari tornei continentali nel corso di quello stesso anno.
La vincitrice del torneo fu l'Inghilterra, che bissò il successo dell'anno precedente, e confermò la propria posizione al ranking n. 1 della classifica mondiale; dietro di essa si classificarono nell'ordine Irlanda e Canada, a pari numero di vittorie ma separate da un punto di bonus.
Il valore delle marcature, come stabilito da World Rugby nel 2017, è: 5 punti per ciascuna meta (7 se trasformata), 7 punti per la meta tecnica, 3 punti per la realizzazione di ciascun calcio piazzato, idem per il drop.

## Formato
Al torneo presero parte sei squadre qualificatesi tramite due trofei tenutisi nel 2024: le tre europee dal Sei Nazioni, le altre tre tramite il Pacific Four.
Per l'Europa si qualificarono Inghilterra, Francia e Irlanda, mentre dal Pacific Four prevennero Nuova Zelanda, Canada e Stati Uniti.
Le sei squadre furono ripartite in due gironi da tre ciascuna:; ogni squadra di un girone giocò contro tutte quelle dell'altro, per un totale di tre incontri per squadra e nove totali;
La classifica si compose secondo le regole del punteggio dell'Emisfero Sud (4 punti a vittoria, 2 a pareggio, nessuno alla sconfitta, 1 punto di bonus per la squadra marcatrice di 4 mete e 1 punto in caso di sconfitta con meno di 8 punti di scarto), e la squadra prima classificata fu vincitrice del WXV.
Per il primo biennio della competizione fu bloccata la mobilità tra le prime due divisioni, per cui non furono previste retrocessioni nel WXV 2.

## Squadre partecipanti
| Girone 1      | Girone 2    |
| ------------- | ----------- |
| Canada        | Francia     |
| Nuova Zelanda | Inghilterra |
| Stati Uniti   | Irlanda     |

## Risultati

### 1ª giornata
| Arbitro: | Aurélie Groizeleau |

|                             |    | |
| Kelter 31’, 44’ Zackary 58’ | mt | 12’ Atkin-Davies 14’, 78’ Kildunne 36’ Brock 40+2’ Matthews 50’ Westcombe-Evans 68’ Talling 74’ Breach 80’ Wyrwas |
| Hawkins 31’, 44’, 58’       | tr | 12’, 14’, 36’, 40+2’, 68’, 74’, 78’, 80’ Harrison                                                                 |

| Arbitro: | Maggie Cogger-Orr |

|                                                                               |      |                                                        |
| Farries 4’ Bermudez 23’, 36’ Royer 33’, 52’ Tuttosi 67’ Hogan-Rochester 80+2’ | mt   | 9’ Llorens 26’ M. Ménager 47’ Bourdon-Sansus 59’ Konde |
| Tessier 4’, 23’, 52’, 67’                                                     | tr   | 9’, 26’ Jacquet                                        |
| Tessier 80+6’                                                                 | c.p. |                                                        |

| Arbitro: | Sara Cox |

|                                      |      |                                           |
| Lolohea 9’ Vaha’akolo 40+1’ Paul 73’ | mt   | 14’, 32’ Wafer 38’ N. Jones 67’, 79’ King |
| Holmes 9’, 40+1’, 73’                | tr   | 32’, 79’ D. O’Brien                       |
| Holmes 19’, 57’                      | c.p. |                                           |

### 2ª giornata
| Arbitro: | Julianne Zussman |

|                            |      |                                         |
| Johnson 55’ Taufo’ou 80+2’ | mt   | 23’ M. Ménager 45’ R. Ménager 48’ Feleu |
| Hawkins 55’, 80+2’         | tr   | 45’, 48’ Queyroi                        |
|                            | c.p. | 9’ Queyroi                              |

| Arbitro: | Aimee Barrett-Theron |

|                                         |    |                |
| tecnica 26’ Gallagher 34’ Omokhuale 37’ | mt | 46’ Considine  |
| Tessier 34’, 37’                        | tr | 33’ D. O’Brien |

| Arbitro: | Aurélie Groizeleau |

|                                                                   |    |                                                                           |
| Olsen-Baker 6’ Leti-I’iga 34’ Ponsonby 58’ Roos 65’ Vaipulu 80+1’ | mt | 10’, 45’ Dow 19’, 52’, 70’ Breach 28’, 40’ Kildunne 48’ Hunt 77’ Harrison |
| Holmes 6’ King 58’, 80+1’                                         | tr | 10’, 48’ Rowland                                                          |

### 3ª giornata
| Arbitro: | Maggie Cogger-Orr |

|                  |    |                                                   |
| Rogers 18’, 40’  | mt | 28’ King 63’ tecnica 73’ Moloney 76’ Murphy Crowe |
| Hawkins 18’, 40’ | tr | 28’ Fowley 73’ D. O’Brien                         |

| Arbitro: | Sara Cox |

|                                                                                       |    |                       |
| Leti-I’iga 8’ Vaha’akolo 14’, 43’, 44’ A. Bremner 20’ Olsen-Baker 48’ Kalounivale 57’ | mt | 16’ Gros 30’ M. Feleu |
| King 44’, 57’                                                                         | tr | 16’, 30’ Queyroi      |

| Arbitro: | Aimee Barrett-Theron |

|                          |    |                               |
| Pelletier 4’ Tessier 51’ | mt | 9’ Muir 67’ Bern 80’ Aldcroft |
| Tessier 51’              | tr | 9’, 67’, 80’ Rowland          |

## Classifica
| Pos | Squadra       | G | V | N | P | PF  | PS  | DP  | BMP | Pt |
| --- | ------------- | - | - | - | - | --- | --- | --- | --- | -- |
| 1   | Inghilterra   | 3 | 3 | 0 | 0 | 131 | 64  | +67 | 2   | 14 |
| 2   | Irlanda       | 3 | 2 | 0 | 1 | 63  | 62  | +1  | 2   | 10 |
| 3   | Canada        | 3 | 2 | 0 | 1 | 79  | 53  | +26 | 1   | 9  |
| 4   | Nuova Zelanda | 3 | 1 | 0 | 2 | 97  | 92  | +5  | 3   | 7  |
| 5   | Francia       | 3 | 1 | 0 | 2 | 60  | 99  | −39 | 1   | 5  |
| 6   | Stati Uniti   | 3 | 0 | 0 | 3 | 49  | 109 | −60 | 0   | 0  |